# Povos ameríndios do Canadá
Povos indígenas no Canadá (também conhecidos como Aborígenes) são os povos indígenas dentro dos limites do Canadá. Eles compreendem as Primeiras Nações, Inuit, e Métis, representando cerca de 5,0% da população total do Canadá. Existem mais de 600 governos das Primeiras Nações ou bandas reconhecidas com culturas, línguas, arte e música distintas.
Old Crow Flats e Bluefish Caves são alguns dos primeiros locais conhecidos de habitação humana no Canadá. As características das culturas indígenas no Canadá antes da colonização europeia incluíam assentamentos permanentes, agricultura, arquitetura cívica e cerimonial, hierarquias sociais complexas e redes de comércio. As nações Métis de ascendência mista surgiram no século XVII, quando as Primeiras Nações e os Inuit se casaram com europeus, principalmente os colonizadores franceses. Os povos das Primeiras Nações e os Métis desempenharam um papel crucial no desenvolvimento das colônias europeias no Canadá, especialmente por sua participação na Comércio de peles da América do Norte.
Diversas leis aborígenes, tratados e legislação foram estabelecidos entre os imigrantes europeus e os grupos indígenas em todo o Canadá. O impacto do colonialismo de assentamento no Canadá pode ser visto em sua cultura, história, política, leis e legislaturas. Isso levou ao abolimento sistemático das línguas indígenas, tradições, religiões e à degradação das comunidades indígenas que foi descrita como um genocídio dos povos indígenas.
O direito moderno dos indígenas à autogoverno prevê Autogoverno indígena no Canadá e o controle sobre seus aspectos históricos, culturais, políticos, de saúde e econômicos dentro das comunidades indígenas. Dia Nacional dos Povos Indígenas reconhece as vastas culturas e contribuições dos povos indígenas para a história do Canadá. Os povos das Primeiras Nações, Inuit e Métis de todas as origens tornaram-se figuras proeminentes e serviram de modelos na comunidade indígena e ajudam a moldar a identidade cultural canadense.

## Terminologia
Na Seção 35 da Lei Constitucional de 1982, "povos aborígenes do Canadá" inclui os povos Índios, Inuit, e Métis. "Aborígene" como um substantivo coletivo é um jargão específico utilizado como termo legal abrangendo todos os povos indígenas que vivem no Canadá. Embora "Índio" seja um termo ainda comumente usado em documentos legais para as Primeiras Nações, os descritores "Índio" e "Esquimó" caíram em desuso no Canadá, e a maioria os considera pejorativo. Povos aborígenes começou a ser considerado desatualizado e está sendo lentamente substituído pelo termo Povos indígenas. Também há um esforço para reconhecer cada grupo indígena como uma nação distinta, assim como existem culturas distintas europeias, africanas e asiáticas em seus respectivos lugares.
Primeiras Nações (mais frequentemente usado no plural) passou a ser de uso geral desde a década de 1970, substituindo Índios e bandas de índios no vocabulário cotidiano. No entanto, em reserva indígena, Primeiras Nações está sendo substituído por membros de várias nações que se referem a si mesmos por seu grupo ou identidade étnica. Em conversa, isso seria "Eu sou Haida", ou "nós somos Kwantlens", em reconhecimento às suas etnias das Primeiras Nações. Também, desde a década de 1970, Primeiros Povos passou a se referir a todos os grupos indígenas, ou seja, Primeiras Nações, Inuit e Métis.
Apesar da localização do Canadá dentro das Américas, o termo Nativo Americano quase nunca é usado no Canadá, para evitar qualquer confusão devido ao significado ambíguo da palavra "Americano". Portanto, o termo é tipicamente usado apenas para se referir aos povos indígenas dentro dos limites dos Estados Unidos atuais. Canadenses Nativos era frequentemente usado no Canadá para diferenciar esse termo americano até a década de 1980.
Em contraste com o mais específico Aborígene, uma das questões com o termo nativo é sua aplicabilidade geral: em certos contextos, ele poderia ser usado em referência a povos não indígenas em relação a um lugar individual de origem / nascimento. Por exemplo, pessoas que nasceram ou cresceram em Calgary podem se chamar de "nativos de Calgary", como se fossem nativos dessa cidade. Com isso em mente, até o termo nativo americano, como outro exemplo, pode muito bem indicar alguém que é nativo da América em vez de uma pessoa que é etnicamente indígena dentro dos limites dos Estados Unidos atuais. Nesse sentido, nativo pode abranger uma ampla gama de populações e, portanto, não é recomendado, embora geralmente não seja considerado ofensivo.
A Lei Indiana (Estatutos Revisados do Canadá (R.S.C.), 1985, c. I-5) estabelece o termo legal Índio, designando que "uma pessoa que, de acordo com esta Lei, está registrada como um Índio ou tem direito a ser registrada como um Índio." A Seção 5 da lei afirma que um registro será mantido "no qual será registrado o nome de toda pessoa que tenha direito a ser registrada como um Índio de acordo com esta Lei." Nenhum outro termo é legalmente reconhecido para fins de registro e o termo Índio exclui especificamente a referência aos Inuit, conforme a seção 4 da lei.
Índio permanece no lugar como o termo legal usado na Constituição Canadense; no entanto, seu uso fora dessas situações pode ser considerado ofensivo.

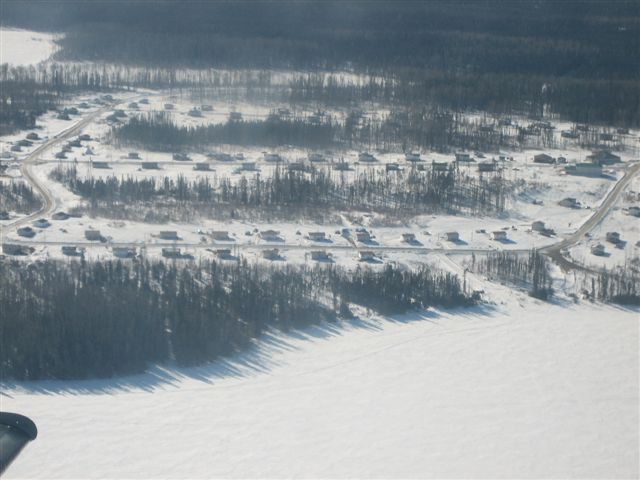
Uma comunidade aborígene em Ontário do Norte

O termo Esquimó tem conotações pejorativos no Canadá e na Groenlândia. Os povos indígenas dessas áreas substituíram o termo Esquimó por Inuit, embora os Yupik do Alasca e Sibéria não se considerem Inuit, e etnógrafos concordem que eles são um povo distinto. Eles preferem a terminologia Yupik, Yupiit ou Esquimó. As línguas Yupik são linguisticamente distintas das línguas Inuit, mas estão relacionadas entre si. Grupos linguísticos de povos do Ártico não possuem um termo substituto universal para Esquimó, que inclua todos os Inuit e Yupik na área geográfica habitada por eles.
Além desses descritores étnicos, os povos aborígenes frequentemente são divididos em categorias legais com base em seu relacionamento com a Coroa (ou seja, o estado). A Seção 91(24) da Lei Constitucional de 1867 dá ao governo federal (em oposição às províncias) a responsabilidade exclusiva por "Índios e Terras reservadas para os Índios". O governo herdou obrigações de tratados das autoridades coloniais britânicas no Leste do Canadá e assinou tratados com as Primeiras Nações no Oeste do Canadá (os Tratados Numerados). A Lei Indiana, aprovada pelo Parlamento federal em 1876, tem governado suas interações com todos os povos tratados e não tratados.
Membros das bandas das Primeiras Nações que estão sujeitos à Lei Indiana são compilados em uma lista chamada Registro Indígena, e essas pessoas são designadas como índios status. Muitas Primeiras Nações não tratadas e todos os povos Inuit e Métis não estão sujeitos à Lei Indiana. No entanto, dois casos judiciais esclareceram que os Inuit, Métis e Primeiras Nações não status estão todos abrangidos pelo termo Índios na Lei Constitucional de 1867. O primeiro foi Referência Re Eskimos (1939), que cobre os Inuit; o segundo foi Daniels v. Canadá (2013), que diz respeito aos Métis e às Primeiras Nações não status.

## História

### Período Paleo-Indígena

Mapa das migrações humanas iniciais baseado na teoria da origem africana; as figuras estão em milhares de anos atrás (kya)

De acordo com as evidências arqueológicas norte-americanas e genéticas, a migração para a América do Norte e do Sul fez delas os últimos continentes no mundo a serem habitados por humanos. Durante a glaciação de Wisconsin, de 50.000 a 17.000 anos atrás, o nível do mar mais baixo permitiu que as pessoas se deslocassem pela ponte de terra de Bering que unia a Sibéria ao noroeste da América do Norte (Alasca). O Alasca estava sem gelo devido à baixa precipitação de neve, permitindo que uma pequena população existisse. A capa de gelo Laurentide cobria a maior parte do Canadá, bloqueando os habitantes nômades e os confinando no Alasca (Leste da Beringia) por milhares de anos.
Estudos genéticos indígenas sugerem que os primeiros habitantes das Américas compartilham uma única população ancestral, uma que se desenvolveu em isolamento, conjecturada para ser Beringia. O isolamento desses povos em Beringia pode ter durado de 10.000 a 20.000 anos. Por volta de 16.500 anos atrás, os glaciares começaram a derreter, permitindo que as pessoas se deslocassem para o sul e leste, para o Canadá e além.
Os primeiros habitantes da América do Norte chegaram ao Canadá pelo menos 14.000 anos atrás. Acredita-se que os habitantes entraram nas Américas em busca de mamíferos do Pleistoceno como o castor gigante, bisonte da estepe (bisonte), muskox, mastodontes, mamutes lanudos e rena (caribu primitivo). Uma rota hipotetizada é que as pessoas caminharam para o sul através de um corredor sem gelo no lado leste das Montanhas Rochosas, e então se espalharam pela América do Norte antes de continuar para a América do Sul. A outra rota conjecturada é que migraram, a pé ou utilizando barcos primitivos, pela costa do Pacífico até o extremo sul da América do Sul, e então atravessaram as Rochosas e os Andes. Evidências disso foram cobertas por um aumento do nível do mar de centenas de metros após a última era glacial.

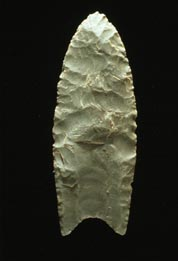
Uma ponta Clovis criada utilizando fratura percussiva bifacial (ou seja, cada face é fraturada nas bordas alternadamente com um percussor)

Sítios Clovis datados de 13.500 anos atrás foram descobertos no oeste da América do Norte durante a década de 1930. Os Clovis eram considerados os primeiros habitantes Paleo-Indígenas amplamente distribuídos do Novo Mundo e ancestrais de todos os povos indígenas das Américas. Descobertas arqueológicas entre 1979–2009 trouxeram outras culturas distintas de lasca de pedra que ocuparam as Américas, desde as Grandes Planícies até as margens do Chile.
Culturas regionais localizadas se desenvolveram desde o período frio Younger Dryas de 12.900 a 11.500 anos atrás. A tradição Folsom é caracterizada pelo uso de ponta Folsom como pontas de projéteis em sítios arqueológicos. Essas ferramentas auxiliaram nas atividades em locais de caça que marcaram o abate e o abate de bisontes.
A ponte de terra existiu até 13.000–11.000 anos atrás, muito tempo depois do início dos primeiros assentamentos humanos comprovados no Novo Mundo. A queda do nível do mar no soalho de Queen Charlotte e no Hecate Strait produziu grandes campos de grama chamados "arquipélago de Haida Gwaii".
Os caçadores-coletores da área deixaram ferramentas distintivas de tecnologia lítica e os restos de grandes mamíferos abatidos, ocupando a área de 13.000–9.000 anos atrás. Em julho de 1992, o Governo do Canadá designou oficialmente X̱á:ytem (perto de Mission, British Columbia) como um site histórico nacional, um dos primeiros locais espirituais indígenas no Canadá a serem formalmente reconhecidos dessa forma.
A cultura Plano foi um grupo de comunidades de caçadores-coletores que ocuparam a área das Grandes Planícies da América do Norte entre 10.000 e 8.000 anos atrás. Os Paleo-Índios se mudaram para um novo território à medida que ele emergia sob os glaciares. O grande jogo prosperou nesse novo ambiente. A cultura Plano é caracterizada por uma variedade de ferramentas de pontas de projéteis coletivamente chamadas de ponta Plano, usadas para caçar bisonte. Suas dietas também incluíam antílope de cauda bifurcada, alce, cervo, guaxinim e coiote. No início do período Arcaico, começaram a adotar uma abordagem sedentária para subsistência. Sítios em torno de Belmont, Nova Escócia apresentam evidências de Paleo-Índios, indicando pequenos acampamentos sazonais de caça, possivelmente revisitados ao longo das gerações de cerca de 11.000–10.000 anos atrás. O jogo sazonal maior e menor, peixes e aves eram fontes de alimento e matéria-prima. A adaptação ao ambiente hostil incluía roupas sob medida e tendas cobertas de pele com estruturas de madeira.

### Período Arcaico
O clima da América do Norte estabilizou-se por volta de 8.000 a.C. (10.000 anos atrás); as condições climáticas eram muito semelhantes às de hoje. Isso levou a migrações generalizadas, cultivo e, mais tarde, um aumento dramático da população por toda a América. Ao longo de milhares de anos, os povos indígenas das Américas domesticaram, criaram e cultivaram uma grande variedade de espécies de plantas. Essas espécies agora constituem 50–60% de todas as culturas cultivadas em todo o mundo.

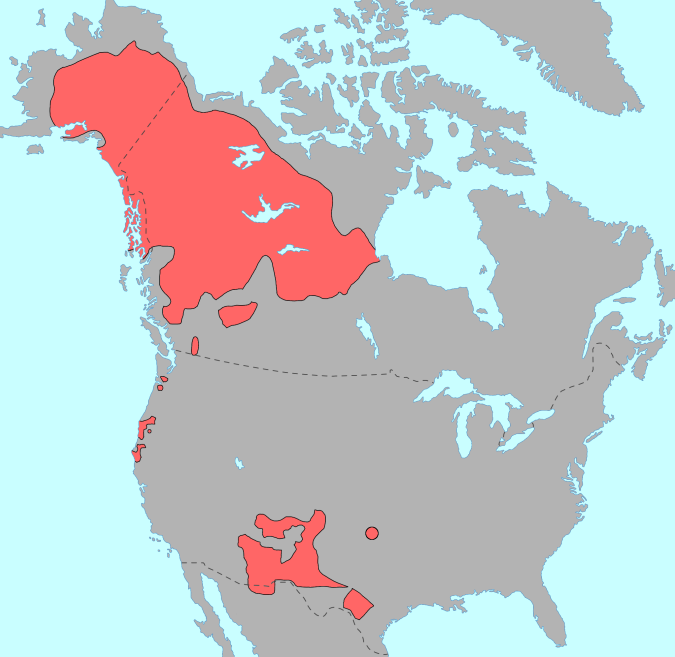
Distribuição das línguas Na-Dene mostrada em vermelho

A vastidão e variedade dos climas, ecologia, vegetação, fauna e separações de formas de relevo do Canadá definiram implicitamente os povos antigos em divisões culturais ou linguísticas. O Canadá é cercado ao norte, leste e oeste por costas e, desde a última era glacial, o Canadá tem consistido em distintas regiões florestais. A língua contribui para a identidade de um povo, influenciando as formas sociais de vida e práticas espirituais. As religiões indígenas se desenvolveram a partir de filosofias de antropomorfismo e animismo.
A colocação de artefatos e materiais dentro de um sítio funerário Arcaico indicava diferenciação social com base no status. Há um registro contínuo de ocupação de S'ólh Téméxw por povos indígenas que remonta ao início do Holoceno, 10.000–9.000 anos atrás. Sítios arqueológicos em Stave Lake, Coquitlam Lake, Fort Langley e região desenterraram artefatos do período inicial. Esses primeiros habitantes eram caçadores-coletores altamente móveis, consistindo de cerca de 20 a 50 membros de uma família extensa. Os povos Na-Dene ocuparam grande parte da área da América do Norte noroeste e central a partir de cerca de 8.000 a.C. Eles foram os primeiros ancestrais dos povos Athabaskan, incluindo os Navajo e Apache. Eles tinham aldeias com grandes habitações multifamiliares, usadas sazonalmente durante o verão, de onde caçavam, pescavam e coletavam alimentos para o inverno. Os povos Wendat se estabeleceram em Ontário do Sul ao longo do Rio Eramosa por volta de 8.000–7.000 a.C. (10.000–9.000 anos atrás). Eles estavam concentrados entre Lago Simcoe e Baía Georgiana. Os Wendat caçavam caribus para sobreviver na terra coberta por gelo. Muitas culturas diferentes das Primeiras Nações dependiam do búfalo, começando por volta de 6.000–5.000 a.C. (8.000–7.000 anos atrás). Eles caçavam búfalos cercando os búfalos migratórios e os derrubando de penhascos. Head-Smashed-In Buffalo Jump, perto de Lethbridge, Alberta, é um terreno de caça que foi usado por cerca de 5.000 anos.

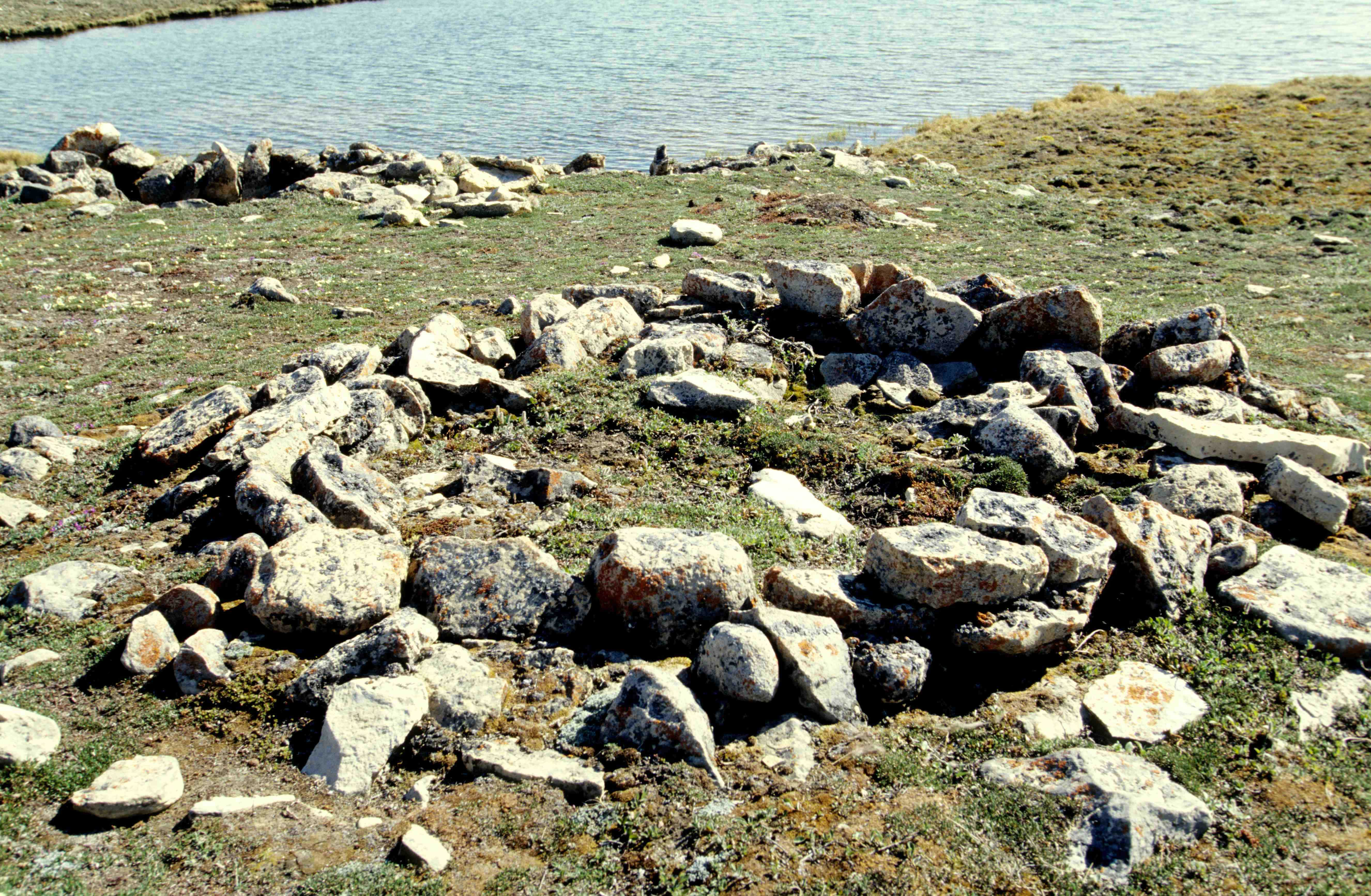
Sítio Thule (Inuit do cobre) perto das águas da Cambridge Bay (Ilha Victoria)

Por volta de 7.000–5.000 a.C. (9.000–7.000 anos atrás), a costa oeste do Canadá viu diversas culturas que se organizaram ao redor da pesca do salmão. Os Nuu-chah-nulth da Ilha de Vancouver começaram a caça de baleias com lanças longas avançadas por volta dessa época. O Arcaico Marítimo é um grupo da cultura Arcaica da América do Norte de caçadores de mamíferos marinhos na subártica. Eles prosperaram de aproximadamente 7.000 a.C.–1.500 a.C. (9.000–3.500 anos atrás) ao longo da Costa Atlântica da América do Norte. Seus assentamentos incluíam longhouses e casas temporárias ou sazonais com cobertura de barco. Eles se envolveram em comércio de longa distância, usando como moeda o calcedônia, uma rocha extraída de depósitos glaciares do norte de Labrador até Maine. A cultura pré-colombiana, cujos membros foram chamados de Pessoas da Pintura Vermelha, é indígena das regiões de Nova Inglaterra e Atlântico do Canadá da América do Norte. A cultura floresceu entre 3.000 a.C.–1.000 a.C. (5.000–3.000 anos atrás) e recebeu esse nome devido às suas cerimônias funerárias, que usavam grandes quantidades de ocre vermelho para cobrir os corpos e bens funerários.
A Tradição de pequenas ferramentas árticas é uma ampla entidade cultural que se desenvolveu ao longo da Península do Alasca, ao redor da Baía de Bristol, e nas costas orientais do Estreito de Bering por volta de 2.500 a.C. (4.500 anos atrás). Esses povos Paleo-Árticos possuíam um kit de ferramentas altamente distinto, com pequenas lâminas (micro lâminas) que eram afiadas em ambas as extremidades e usadas como barbas laterais ou de extremidade em flechas ou lanças feitas de outros materiais, como osso ou chifre. Raspadores, ferramentas de gravação e lâminas de ferramenta de adze também estavam incluídas em seus kits de ferramentas. A tradição das pequenas ferramentas árticas se ramifica em duas variantes culturais, incluindo os Pré-Dorset e as Tradições de Independência. Esses dois grupos, ancestrais dos povos Thule, foram deslocados pelos Inuit por volta de 1000 d.C.:179–81

### Períodos Pós-Arcaicos
Ver também
{{{annotations}}}
As sociedades do complexo do cobre antigo datando de 3.000 a.C. – 500 a.C. (5.000–2.500 anos atrás) são uma manifestação da cultura Woodland, e são de natureza pré-cerâmica. Evidências encontradas nas regiões do norte dos Grandes Lagos indicam que eles extraíam cobre dos depósitos glaciares locais e o usavam em sua forma natural para fabricar ferramentas e implementos.
O período cultural Woodland data de cerca de 1.000 a.C. – 1.000 d.C., e tem locais em Ontário, Quebec, e nas regiões Marítimas. A introdução da cerâmica distingue a cultura Woodland dos habitantes do estágio Arcaico anterior. Os povos Laurentianos do sul de Ontário fabricaram a cerâmica mais antiga escavada até hoje no Canadá. Eles criaram copos com fundo pontiagudo decorados com uma técnica de marcação de corda que envolvia pressionar ferramentas de dente na argila molhada. A tecnologia Woodland incluía itens como facas de incisivo de castor, pulseiras e cinzéis. A população que praticava estilos de vida agrícola sedentária continuou a crescer com uma dieta de abóbora, milho e feijão.
A tradição Hopewell é uma cultura indígena que floresceu ao longo dos rios americanos de 300 a.C. – 500 d.C. Em sua maior extensão, o Sistema de Troca Hopewell conectou culturas e sociedades com os povos nas costas canadenses do Lago Ontário. A expressão canadense dos povos Hopewell inclui os complexo Península do Ponto, complexo Saugeen e complexo Laurel.

#### Primeiras Nações

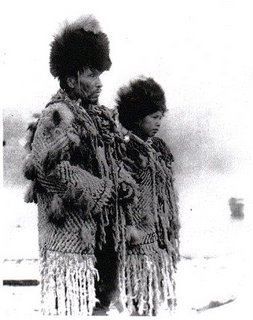
Chief George da aldeia de Senakw com sua filha em trajes tradicionais, c. 1906

Os povos das Primeiras Nações haviam se estabelecido e estabelecido rotas comerciais por todo o Canadá entre 500 a.C. – 1.000 d.C. As comunidades se desenvolveram, cada uma com sua própria cultura, costumes e características. No noroeste estavam os falantes de athapaskan, Slavey, Tłı̨chǫ, Tutchone, e Tlingit. Ao longo da costa do Pacífico estavam os Tsimshian; Haida; Salish; Kwakwakaʼwakw; Heiltsuk; Nootka; Nisga'a; Senakw e Gitxsan. Nas planícies estavam os Niisitapi; Káínawa; Tsuutʼina; e Piikáni. Nas florestas do norte estavam os Cree e Chipewyan. Ao redor dos Grandes Lagos estavam os Anishinaabe; Algonquin; Haudenosaunee e Wendat. Ao longo da costa atlântica estavam os Beothuk, Wolastoqiyik, Innu, Abenaki e Mi'kmaq.
Muitas civilizações das Primeiras Nações estabeleceram características e marcos que incluíam assentamentos urbanos permanentes ou cidades, agricultura, arquitetura cívica e arquitetura monumental, e hierarquias sociais complexas. Essas culturas evoluíram e mudaram no momento da chegada dos primeiros europeus permanentes (c. final do século 15–início do século 16), e foram trazidas à tona por meio de investigações arqueológicas.
Há indícios de contato feito antes de Cristóvão Colombo entre os primeiros povos e aqueles de outros continentes. Os povos indígenas no Canadá interagiram com os europeus por volta de 1.000 d.C., mas o contato prolongado ocorreu após os europeus estabelecerem assentamentos permanentes nos séculos 17 e 18. Os relatos escritos europeus geralmente registraram a simpatia das Primeiras Nações, que lucraram com o comércio com os europeus. Esse comércio geralmente fortaleceu as entidades políticas mais organizadas, como a Confederação Iroquois. Durante o século 16, as frotas europeias faziam quase visitas anuais às costas orientais do Canadá para cultivar as oportunidades de pesca. Uma indústria paralela surgiu no comércio de peles desorganizado supervisionado pelo Departamento Indígena Britânico.
Pessoas proeminentes das Primeiras Nações incluem Joe Capilano, que se encontrou com o Rei do Reino Unido, Eduardo VII, para falar sobre a necessidade de resolver as reivindicações de terra e Ovide Mercredi, um líder tanto nas discussões de reforma constitucional do Acordo de Meech quanto na Crise de Oka.

#### Inuit
Inuit são os descendentes do que os antropólogos chamam da cultura Thule, que emergiu do oeste do Alasca por volta de 1.000 d.C. e se espalhou para o leste pelo Ártico, deslocando a cultura Dorset (em Inuktitut, o Tuniit). Os Inuit historicamente se referiam aos Tuniit como "gigantes", que eram mais altos e fortes que os Inuit. Pesquisadores hipotetizam que a cultura Dorset não possuía cães, armas maiores e outras tecnologias usadas pela sociedade Inuit em expansão. Por volta de 1300, os Inuit se estabeleceram no oeste da Groenlândia, e finalmente se moveram para o leste da Groenlândia no século seguinte. Os Inuit tinham rotas comerciais com culturas mais ao sul. Disputas de fronteira eram comuns e levavam a ações agressivas.

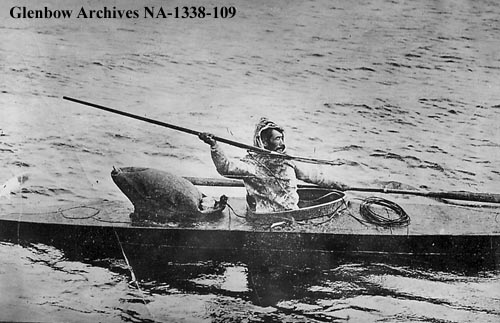
Inuk em um kayak, c. 1908–1914

A guerra era comum entre grupos Inuit com densidade populacional suficiente. Inuit, como os Nunamiut (Uummarmiut) que habitavam a área do delta do Rio Mackenzie, frequentemente se envolviam em guerras comuns. Os Inuit do Ártico Central não tinham densidade populacional suficiente para se envolver em conflitos. No século XIII, a cultura Thule começou a chegar à Groenlândia vinda do que hoje é o Canadá. Os relatos nórdicos são escassos. Itens feitos pelos nórdicos encontrados em acampamentos Inuit na Groenlândia foram obtidos por meio de comércio ou pilhagem. Um relato, de Ívar Bárðarson, fala de "pessoas pequenas" com as quais os nórdicos lutaram. Relatos do século XIV indicam que um assentamento ocidental, um dos dois assentamentos nórdicos, foi tomado pelos Skræling.
Após o desaparecimento das colônias nórdicas na Groenlândia, os Inuit não tiveram contato com os europeus por pelo menos um século. Por volta de meados do século XVI, pescadores bascos já estavam trabalhando na costa de Labrador e haviam estabelecido estações de caça de baleias em terra, como as escavadas em Red Bay. Os Inuit parecem não ter interferido com suas operações, mas faziam saques às estações no inverno em busca de ferramentas, especialmente ferro, que adaptaram para suas necessidades nativas.
Dentre os Inuit notáveis, estão Abraham Ulrikab e sua família, que se tornaram uma atração de zoológico em Hamburgo, Alemanha, e Tanya Tagaq, uma tradicional cantora de garganta Inuit. Abe Okpik foi fundamental para ajudar os Inuit a obter sobrenomes ao invés de número de discos e Kiviaq (David Ward) ganhou o direito legal de usar seu nome único em Inuktitut.

#### Métis

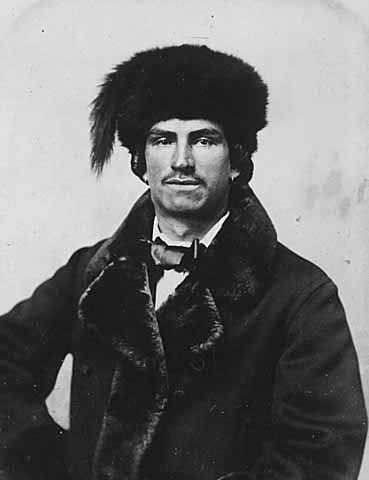
Mestiço comerciante de peles, c. 1870

Os Métis são pessoas descendentes de casamentos entre europeus (principalmente franceses) e Cree, Ojibwe, Algonquin, Saulteaux, Menominee, Mi'kmaq, Maliseet, e outras Primeiras Nações. Sua história remonta ao meio do século XVII.
Quando os europeus chegaram ao Canadá, eles dependiam dos povos indígenas para habilidades no comércio de peles e sobrevivência. Para garantir alianças, os relacionamentos entre os comerciantes europeus de peles e as mulheres indígenas eram frequentemente consolidados por meio de casamentos. A pátria dos Métis inclui as províncias canadenses de Colúmbia Britânica, Alberta, Saskatchewan, Manitoba, e Ontário, bem como os Territórios do Noroeste (NWT).
Entre as pessoas notáveis dos Métis estão o cantor e ator Tom Jackson, Comissário dos Territórios do Noroeste Tony Whitford, e Louis Riel que liderou dois movimentos de resistência: a Rebelião do Rio Vermelho de 1869–1870 e a Rebelião do Noroeste de 1885, que terminou em seu julgamento e subsequente execução.
As línguas dos Métis são Francês Métis ou uma língua mista chamada Michif. Michif, Mechif ou Métchif é uma grafia fonética de Métif, uma variante de Métis. Hoje, os Métis falam predominantemente Inglês, com Francês como segunda língua forte, bem como várias línguas indígenas. Uma comunidade de Métis do século XIX, os Anglo-Métis, eram chamados de Countryborn. Eles eram filhos do Rupert's Land no comércio de peles, geralmente descendentes paternos de Orcadianos, escoceses ou ingleses e descendência materna indígena. Suas primeiras línguas seriam as indígenas (Cree, Saulteaux, Assiniboine, etc.) e inglês. Seus pais falavam Gaélico, o que levou ao desenvolvimento de um dialeto de inglês conhecido como "Bungee".
O S.35 da Constitution Act, 1982 menciona os Métis, mas sempre houve debate sobre como definir legalmente o termo Métis, mas em 23 de setembro de 2003, o Supremo Tribunal do Canadá decidiu que os Métis são um povo distinto com direitos significativos (decisão Powley).
Ao contrário dos povos das Primeiras Nações, não houve distinção entre Métis status e não status; os Métis, sua herança e ascendência indígena foram muitas vezes absorvidos e assimilados em suas populações circundantes.

### Indian Act

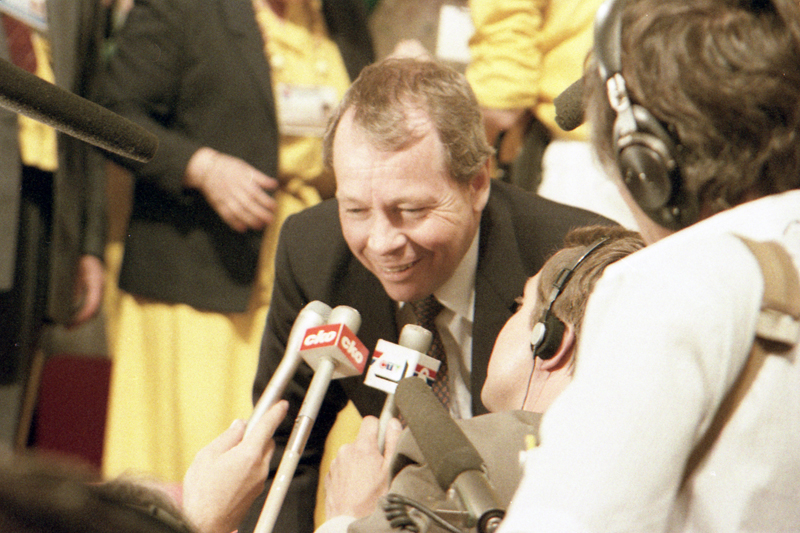
O ex-ministro federal de Assuntos Indígenas David Crombie foi responsável pelo Projeto de Lei C-31.

O Indian Act é uma lei canadense de 1876. A Lei substituiu as leis canadenses anteriores à Confederação e tinha como objetivo administrar os povos indígenas e definir as interações canadenses. Governos canadenses sucessivos usaram seus poderes para impor condições às Primeiras Nações e orientar sua integração no Canadá. Hoje, ainda, o Indian Act define como as reservas e os bandos podem operar e determina quem é reconhecido como um "Indiano". Desde então, houve muitas atualizações nessa lei, permitindo a cidadania canadense e os direitos de voto, entre outros.
Em 1985, o Parlamento Canadense aprovou o Projeto de Lei C-31, Uma Lei para Alterar o Indian Act. Devido a um requisito constitucional, o projeto entrou em vigor em 17 de abril de 1985.
Acaba com as disposições discriminatórias do Indian Act, especialmente aquelas que discriminavam as mulheres.
Muda o significado de status e pela primeira vez permite a reintegração limitada de índios que foram negados ou perderam o status ou a membresia de bandos.
Permite que os bandos definam suas próprias regras de membresia.
As pessoas aceitas como membros de bandos sob as regras do bando podem não ser índios status. O Projeto de Lei C-31 esclareceu que várias seções do Indian Act se aplicam aos membros do bando. As seções em debate dizem respeito à vida comunitária e à posse de terras. Seções relativas aos índios (povos das Primeiras Nações) como indivíduos (neste caso, testamentos e tributação de bens pessoais) não foram incluídas.

### Comissão Real

Mapa com as áreas rotuladas onde a Comissão de Verdade e Reconciliação do Canadá participou de eventos de divulgação e coleta de depoimentos sobre o impacto das escolas residenciais canadenses com os povos indígenas do Canadá

A Comissão Real sobre os Povos Aborígines foi uma comissão real criada pelo Governo do Canadá em 1991 para abordar questões dos povos indígenas do Canadá. A comissão avaliou as políticas passadas do governo em relação aos povos indígenas, como as escolas residenciais, e forneceu recomendações de políticas ao governo. A Comissão emitiu seu relatório final em novembro de 1996. O relatório de cinco volumes e 4.000 páginas cobriu uma vasta gama de questões; suas 440 recomendações pediram mudanças abrangentes na interação entre os povos indígenas, os não indígenas e os governos no Canadá. O relatório "estabeleceu uma agenda de 20 anos para a mudança."

### Política de saúde
Em 1995, o Governo do Canadá anunciou a Política de Direito ao Autogoverno dos Aborígines. Essa política reconhece que as Primeiras Nações e os Inuit têm o direito constitucional de moldar suas próprias formas de governo de acordo com suas circunstâncias históricas, culturais, políticas e econômicas. A Política de Transferência de Saúde Indígena forneceu um marco para a assunção de controle dos serviços de saúde pelos povos indígenas, e estabeleceu uma abordagem de desenvolvimento centrada na autodeterminação em saúde. Por meio desse processo, a decisão de iniciar discussões de transferência com Health Canada depende de cada comunidade. Uma vez envolvidas na transferência, as comunidades podem assumir o controle das responsabilidades dos programas de saúde no ritmo determinado por suas circunstâncias individuais e capacidades de gestão da saúde. A National Aboriginal Health Organization (NAHO), incorporada em 2000, era uma entidade sem fins lucrativos projetada e controlada por indígenas no Canadá que trabalhou para influenciar e promover a saúde e o bem-estar dos povos indígenas. Seu financiamento foi descontinuado em 2012.

### Organização política
As organizações das Primeiras Nações e dos Inuit variam em tamanho, desde sociedades de bando com poucas pessoas até confederações multinacionais como os Iroquois. Líderes das Primeiras Nações de todo o país formaram a Assembleia das Primeiras Nações, que começou como a Irmandade Nacional Indígena em 1968. Os Métis e os Inuit são representados nacionalmente pelo Métis National Council e Inuit Tapiriit Kanatami, respectivamente.
As organizações políticas atuais resultaram da interação com métodos de governo de estilo europeu por meio do Interlocutor Federal para Métis e Índios Não Status. As organizações políticas indígenas em todo o Canadá variam em posição política, pontos de vista e razões para se formar. As Primeiras Nações, os Métis e os Inuit negociam com o Governo do Canadá através do Relações com as Primeiras Nações e Assuntos do Norte do Canadá em todos os assuntos relacionados à terra, direitos e títulos. Os grupos das Primeiras Nações que operam de forma independente não pertencem a esses grupos.

## Cultura
Ver também

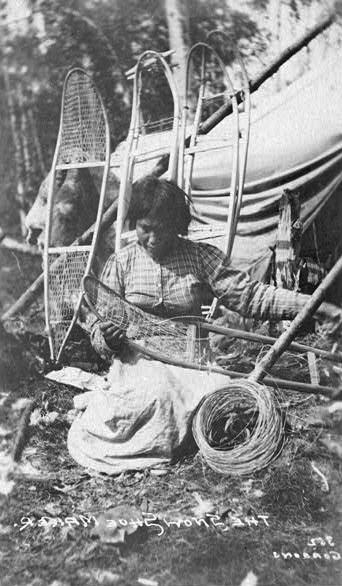
Fabricante tradicional de raquetes de neve, c. 1900

Incontáveis palavras, invenções e jogos indígenas se tornaram parte do vocabulário cotidiano do idioma canadense e do seu uso. O canoa, raquetes de neve, o tobogã, lacrosse, cabo de guerra, xarope de bordo e o tabaco são apenas alguns dos produtos, invenções e jogos. Algumas das palavras incluem churrasqueira, caribu, esquilo, marmota, rede, canguru, e alce.
Muitos lugares no Canadá, tanto características naturais quanto habitações humanas, usam nomes indígenas. A palavra Canadá deriva da palavra Iroquiano de São Lourenço que significa 'vila' ou 'assentamento'. A província de Saskatchewan deriva seu nome do Rio Saskatchewan, que na língua Cree é chamado Kisiskatchewani Sipi, significando 'rio de correnteza rápida'. Ottawa, o nome da capital do Canadá, vem do termo Língua Algonquina adawe, que significa 'comerciar'.
Grupos modernos de jovens, como Escoteiros do Canadá e Girl Guides of Canada, incluem programas amplamente baseados no folclore indígena, artesanato, construção de caráter e habilidades para acampamento ao ar livre.

As áreas culturais indígenas dependem do principal modo de vida, ou ocupação, de seus ancestrais na época do contato europeu. Essas áreas culturais correspondem de perto às regiões físicas e ecológicas do Canadá. Os Povos indígenas da costa noroeste do Pacífico eram centrados na pesca oceânica e de rios; no interior de Colúmbia Britânica, caçadores-coletadores e pesca de rios. Em ambas as áreas, o salmão era de extrema importância. Para os povos das pradarias, a caça ao bisão era a principal atividade. Na floresta subártica, outras espécies, como o alce, eram mais importantes. Para os povos próximos aos Grandes Lagos e ao Rio São Lourenço, praticava-se a agricultura migratória, incluindo o cultivo de milho, feijão e abóbora. Já para os Inuit, a caça era a principal fonte de alimento, com as Focas sendo o componente principal de sua dieta. O caribu, peixe, outros mamíferos marinhos e, em menor medida, plantas, frutas e algas são parte da dieta Inuit. Um dos símbolos mais notáveis da cultura Inuit, o inuksuk, é o emblema das Olimpíadas de Inverno de Vancouver de 2010. Inuksuit são esculturas de pedras feitas empilhando pedras; quando têm a forma de uma figura humana, são chamadas de inunnguaq. 

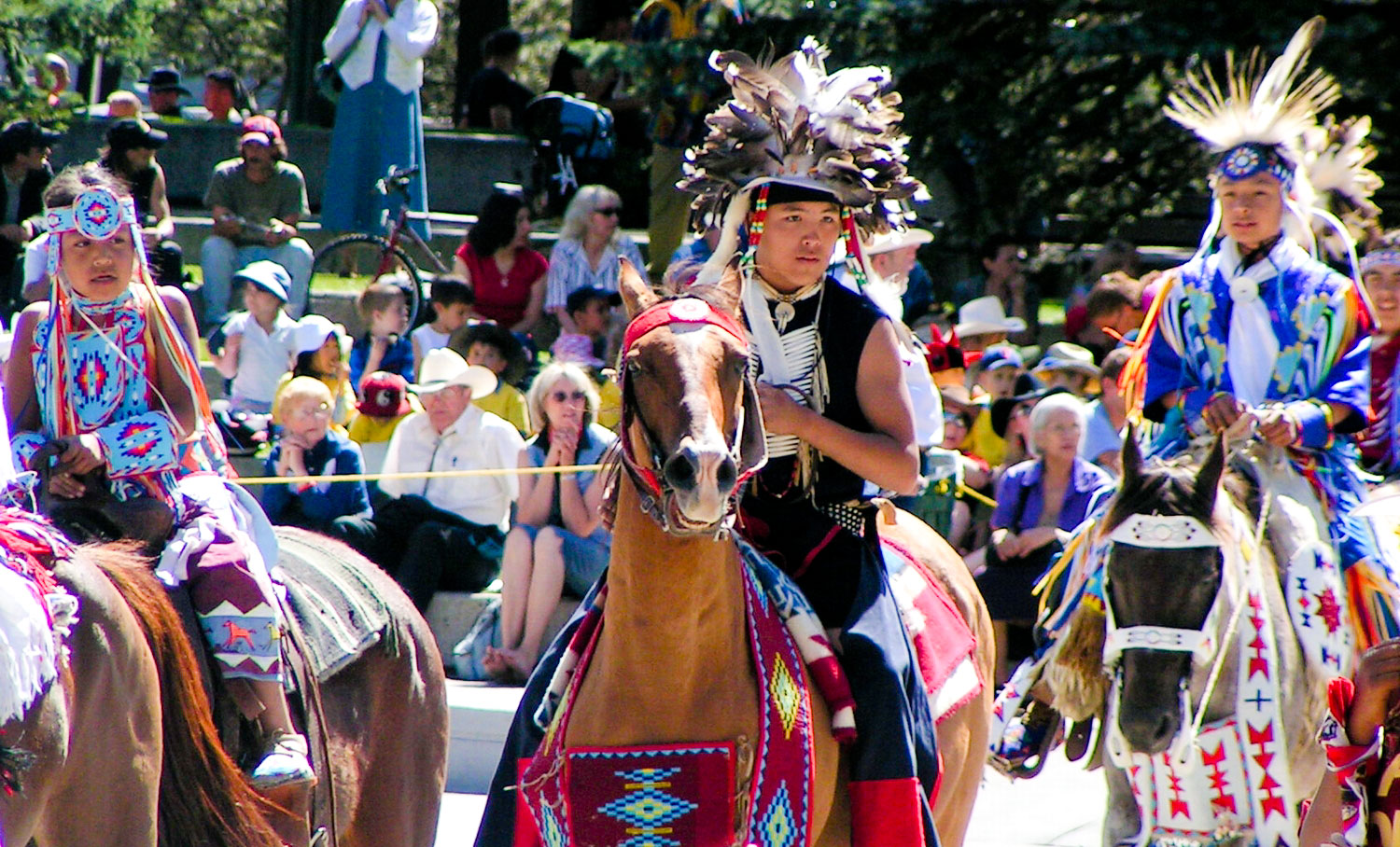
Crianças da Nação Tsuu T'ina em um desfile

As reservas indígenas, estabelecidas na lei canadense por tratados como o Tratado 7, são terras das Primeiras Nações reconhecidas por governos não indígenas. Algumas reservas estão dentro de cidades, como a Reserva Opawikoscikan em Prince Albert, Saskatchewan, Wendake em Cidade de Quebec ou Nação Cree de Enoch 135 na Região Metropolitana de Edmonton. Existem mais reservas no Canadá do que há Primeiras Nações, que cederam várias reservas por tratado. Atualmente, os povos indígenas trabalham em diversas ocupações e podem viver fora de suas casas ancestrais. As culturas tradicionais de seus ancestrais, moldadas pela natureza, ainda exercem forte influência sobre eles, desde a espiritualidade até as atitudes políticas. O Dia Nacional dos Povos Indígenas é um dia de reconhecimento das culturas e contribuições dos povos das Primeiras Nações, Inuit e Métis do Canadá. O dia foi celebrado pela primeira vez em 1996, depois de ser proclamado naquele ano, pelo então Governador Geral do Canadá, Roméo LeBlanc, para ser comemorado anualmente no dia 21 de junho. A maioria das jurisdições provinciais não o reconhece como um feriado estatutário.

### Línguas
Ver também
Existem treze grupos linguísticos indígenas, onze orais e dois de sinais, no Canadá, compostos por mais de sessenta e cinco dialetos distintos. Desses, apenas Cree, Inuktitut, e Ojibwe têm uma população grande o suficiente de falantes fluentes para serem consideradas viáveis para sobreviver a longo prazo. Dois dos territórios do Canadá concedem status oficial às línguas nativas. Em Nunavut, Inuktut, também conhecido como a língua Inuit, (Inuktitut e Inuinnaqtun) são línguas oficiais ao lado das línguas nacionais de inglês e francês.
No Território do Noroeste, a Lei de Línguas Oficiais declara que há 11 línguas diferentes: Chipewyan, Cree, Inglês, Francês, Gwichʼin, Inuinnaqtun, Inuktitut, Inuvialuktun, Slavey do Norte, Slavey do Sul, e Tłįchǫ. Além do inglês e do francês, essas línguas não são usadas como língua veicular no governo; o status oficial garante que os cidadãos possam receber serviços nelas mediante solicitação e lidar com o governo nelas.

### Distribuição geográfica
Os etnógrafos frequentemente classificam os povos indígenas das Américas, nos Estados Unidos e no Canadá, em dez regiões geográficas, áreas culturais, com características culturais compartilhadas. As regiões canadenses são:
- Área cultural do Ártico (línguas Eskaleut)
- Área cultural do Subártico (línguas Na-Dene e línguas Algic)
- Área cultural das Florestas Orientais (Noroeste) (línguas Algic e línguas Iroquianas)
- Área cultural das Planícies (línguas Siouan–Catawban)
- Área cultural do Planalto Noroeste (línguas Salishan)
- Área cultural da Costa Noroeste (línguas Penutianas, línguas Tsimshianic e línguas Wakashan)

#### População urbana
Em todo o Canadá, 56% dos povos indígenas vivem em áreas urbanas. A população indígena urbana é o segmento de população que mais cresce no Canadá.
| Área Metropolitana       | Província          | 2021    | 2021   | 2011   | 2011   | 2001   | 2001   |
| Área Metropolitana       | Província          | Pop.    | %      | Pop.   | %      | Pop.   | %      |
| ------------------------ | ------------------ | ------- | ------ | ------ | ------ | ------ | ------ |
| Winnipeg                 | Manitoba           | 102.075 | 12,45% | 78.415 | 10,97% | 55.755 | 8,43%  |
| Edmonton                 | Alberta            | 87.600  | 6,27%  | 61.770 | 5,42%  | 40.930 | 4,42%  |
| Vancouver                | Colúmbia Britânica | 63.340  | 2,43%  | 52.375 | 2,3%   | 36.860 | 1,87%  |
| Calgary                  | Alberta            | 48.625  | 3,32%  | 33.375 | 2,78%  | 21.915 | 2,32%  |
| Ottawa-Gatineau          | Ontário-Quebec     | 46.540  | 3,18%  | 30.570 | 2,51%  | 13.485 | 1,28%  |
| Montreal                 | Quebec             | 46.085  | 1,1%   | 26.285 | 0,7%   | 11.085 | 0,33%  |
| Toronto                  | Ontário            | 44.635  | 0,73%  | 36.990 | 0,67%  | 20.300 | 0,44%  |
| Saskatoon                | Saskatchewan       | 34.890  | 11,2%  | 23.890 | 9,32%  | 20.275 | 9,11%  |
| Regina                   | Saskatchewan       | 24.520  | 10,01% | 19.785 | 9,55%  | 15.685 | 8,25%  |
| Victoria                 | Colúmbia Britânica | 19.455  | 5,01%  | 14.200 | 4,22%  | 8.695  | 2,83%  |
| Greater Sudbury          | Ontário            | 19.005  | 11,34% | 13.410 | 8,47%  | 7.385  | 4,8%   |
| Halifax                  | Nova Escócia       | 18.850  | 4,09%  | 9.655  | 2,51%  | 3.525  | 0,99%  |
| Prince Albert            | Saskatchewan       | 18.135  | 41,86% | 15.780 | 38,53% | 11.640 | 29,18% |
| Thunder Bay              | Ontário            | 16.935  | 14%    | 11.675 | 9,8%   | 8.200  | 6,81%  |
| Hamilton                 | Ontário            | 15.420  | 1,99%  | 11.980 | 1,69%  | 7.270  | 1,11%  |
| Quebec                   | Quebec             | 14.725  | 1,8%   | 6.450  | 0,86%  | 4.130  | 0,61%  |
| London                   | Ontário            | 13.675  | 2,55%  | 8.475  | 1,81%  | 5.640  | 1,32%  |
| Kelowna                  | Colúmbia Britânica | 13.420  | 6,14%  | 8.255  | 4,68%  | 3.950  | 2,71%  |
| Prince George            | Colúmbia Britânica | 13.100  | 14,9%  | 9.930  | 11,98% | 7.980  | 9,43%  |
| St. Catharines - Niagara | Ontário            | 13.080  | 3,07%  | 8.850  | 2,3%   | 4.970  | 1,34%  |
| Kamloops                 | Colúmbia Britânica | 12.255  | 11,09% | 8.265  | 8,56%  | 5.470  | 6,36%  |
| Abbotsford-Mission       | Colúmbia Britânica | 10.525  | 5,48%  | 6.970  | 4,18%  | 4.215  | 2,91%  |
| Chilliwack               | Colúmbia Britânica | 10.515  | 9,43%  | 8.340  | 9,24%  | 4.015  | 5,81%  |
| Oshawa                   | Ontário            | 10.045  | 2,44%  | 6.095  | 1,73%  | 3.020  | 1,03%  |

### Povos
Censo do Canadá 2021.
- A abreviação "n.o.s." significa "não especificado de outra forma". Esta categoria inclui respostas que indicam origens indígenas da América do Norte, não especificadas de outra forma (por exemplo, "Aborígine", "Indígena").
- A abreviação "n.i.e." significa "não incluído em outra parte". Esta categoria inclui origens específicas Anishinaabe, não incluídas em outra parte (por exemplo, "Mississauga", "Nipissing").

| Respostas de ascendência indígena única e múltipla (4A)4          | Grupo linguístico                      | Total - Respostas de ascendência indígena única ou múltipla | Respostas de ascendência indígena única | Província/Território                                                                       |
| ----------------------------------------------------------------- | -------------------------------------- | ----------------------------------------------------------- | --------------------------------------- | ------------------------------------------------------------------------------------------ |
| Total                                                             |                                        |                                                             | 2.082.515                               |                                                                                            |
| Origens indígenas da América do Norte                             |                                        | 2.204.475                                                   | 2.082.515                               |                                                                                            |
| Origem indígena da América do Norte n.o.s.                        |                                        | 194.840                                                     | 193.105                                 |                                                                                            |
| Origens das Primeiras Nações (Indígenas da América do Norte)      |                                        | 1.426.950                                                   | 1.307.280                               |                                                                                            |
| Primeiras Nações (Indígenas da América do Norte) n.o.s.           |                                        | 632.340                                                     | 613.125                                 |                                                                                            |
| Abenaki                                                           | Algonquianas - Algonquianas Orientais  | 18.420                                                      | 16.310                                  | Quebec 89%                                                                                 |
| Origens Anishinaabe                                               | Algonquianas - Ojibwe-Potawatomi       | 189.710                                                     | 152.640                                 | Ontário 46,8%, Manitoba 19,7%, Quebec 17,4%                                                |
| Apache                                                            | Atabascas - Atabascas do Sul           | 1.265                                                       | 995                                     |                                                                                            |
| Atikamekw                                                         | Algonquianas - Cree-Montagnais-Naskapi | 8.400                                                       | 7.630                                   | Quebec 98,4%                                                                               |
| Blackfoot                                                         | Algonquianas - Siksika                 | 23.200                                                      | 18.540                                  | Alberta 65,6%, Ontário 15,5%                                                               |
| Cherokee                                                          | Iroquianas - Cherokee                  | 10.825                                                      | 9.120                                   |                                                                                            |
| Cheyenne                                                          | Algonquianas - Cheyenne                | 565                                                         | 360                                     |                                                                                            |
| Choctaw                                                           | Muskogeanas                            | 685                                                         | 485                                     |                                                                                            |
| Cree                                                              | Algonquianas - Cree-Montagnais-Naskapi | 250.330                                                     | 198.655                                 | Alberta 28%, Saskatchewan 24,4%, Manitoba 17,3%                                            |
| Delaware (Lenape)                                                 | Algonquianas - Algonquianas Orientais  | 1.180                                                       | 810                                     | Ontário 84,3%                                                                              |
| Origens Dene                                                      | Atabascas - Atabascas do Norte         | 47.565                                                      | 33.960                                  | Colúmbia Britânica 29,2%, Territórios do Noroeste 20,4%, Saskatchewan 18,5%, Alberta 17,9% |
| Gitxsan                                                           | Tsimshianic                            | 5.075                                                       | 3.515                                   | Colúmbia Britânica 95,2%                                                                   |
| Haida                                                             | Haida                                  | 4.725                                                       | 3.680                                   | Colúmbia Britânica 86,1%                                                                   |
| Haisla                                                            | Wakashan - Norte                       | 1.495                                                       | 890                                     | Colúmbia Britânica 90,6%                                                                   |
| Heiltsuk                                                          | Wakashan - Norte                       | 1.620                                                       | 1.065                                   | Colúmbia Britânica 97,8%                                                                   |
| Huron (Wendat)                                                    | Iroquianas - Norte                     | 15.915                                                      | 12.460                                  | Quebec 80,1%                                                                               |
| Origens Innu                                                      | Algonquianas - Cree-Montagnais-Naskapi | 28.960                                                      | 25.155                                  | Quebec 84,8%                                                                               |
| Iroquianos (Haudenosaunee)                                        | Iroquianas - Norte                     | 55.200                                                      | 45.495                                  | Ontário 53,5%, Quebec 28,3%                                                                |
| Ktunaxa (Kutenai)                                                 | Kutenai                                | 810                                                         | 565                                     | Colúmbia Britânica 82,1%                                                                   |
| Kwakwaka'wakw                                                     | Wakashan - Norte                       | 2.720                                                       | 1.930                                   | Colúmbia Britânica 88,8%                                                                   |
| Maliseet                                                          | Algonquianas - Algonquianas Orientais  | 7.220                                                       | 6.180                                   | Quebec 42,5%,Novo Brunswick 41,3%                                                          |
| Mi'kmaq                                                           | Algonquianas - Algonquianas Orientais  | 122.350                                                     | 111.890                                 | Terra Nova e Labrador 21,3%, Ontário 18,8%, Nova Escócia 18,1%, Quebec 16,6%               |
| Navajo                                                            | Atabascas - Atabascas do Sul           | 755                                                         | 440                                     |                                                                                            |
| Nisga'a                                                           | Tsimshianic                            | 5.000                                                       | 3.360                                   | Colúmbia Britânica 95,6%                                                                   |
| Nuu-chah-nulth                                                    | Wakashan - Sul                         | 2.900                                                       | 2.225                                   | Colúmbia Britânica 93,8%                                                                   |
| Nuxalk                                                            | Salishan - Nuxalk                      | 1.055                                                       | 615                                     | Colúmbia Britânica 98,6%                                                                   |
| Passamaquoddy                                                     | Algonquianas - Algonquianas Orientais  | 560                                                         | 435                                     | Novo Brunswick 66,1%                                                                       |
| Salish                                                            | Salishan                               | 25.685                                                      | 20.260                                  | Colúmbia Britânica 87,0%                                                                   |
| Salish n.o.                                                       | Salishan                               | 2.225                                                       | 1.510                                   |                                                                                            |
| Salish da Costa                                                   | Salishan                               | 13.040                                                      | 10.290                                  |                                                                                            |
| Salish do Interior                                                | Salishan                               | 11.310                                                      | 8.465                                   |                                                                                            |
| Origens Siouan                                                    | Siouan                                 | 16.570                                                      | 8.820                                   | Saskatchewan 31,9%, Manitoba 25,4%, Alberta 21,8%                                          |
| Tsimshian                                                         | Tsimshianic                            | 4.945                                                       | 3.110                                   | Colúmbia Britânica 94,2%                                                                   |
| Wuikinuxv                                                         | Wakashan - Norte                       | 195                                                         | 70                                      | Colúmbia Britânica 86,7%                                                                   |
| Primeiras Nações (Indígenas da América do Norte) origens n.i.e.35 |                                        | 3.605                                                       | 2.480                                   |                                                                                            |
| Origens Inuit                                                     |                                        | 82.010                                                      | 73.995                                  | Nunavut 37,6%, Quebec 22,0%, Terra Nova e Labrador 12,5%                                   |
| Métis                                                             |                                        | 560.335                                                     | 508.135                                 |                                                                                            |
| Origens não indígenas                                             |                                        | 35.343.280                                                  | 1.155.115                               |                                                                                            |